# Cima Pedum
La Cima Pedum o Monte Pedum (2111 metri s.l.m.) è un rilievo isolato situato tra i comuni di Cossogno e Malesco, nella Provincia del Verbano-Cusio-Ossola, appartenente alle Alpi Lepontine (che si sviluppano a nord e ad est), poco lontano dalle Alpi Pennine (localizzate a sud e ad ovest).

## Caratteristiche

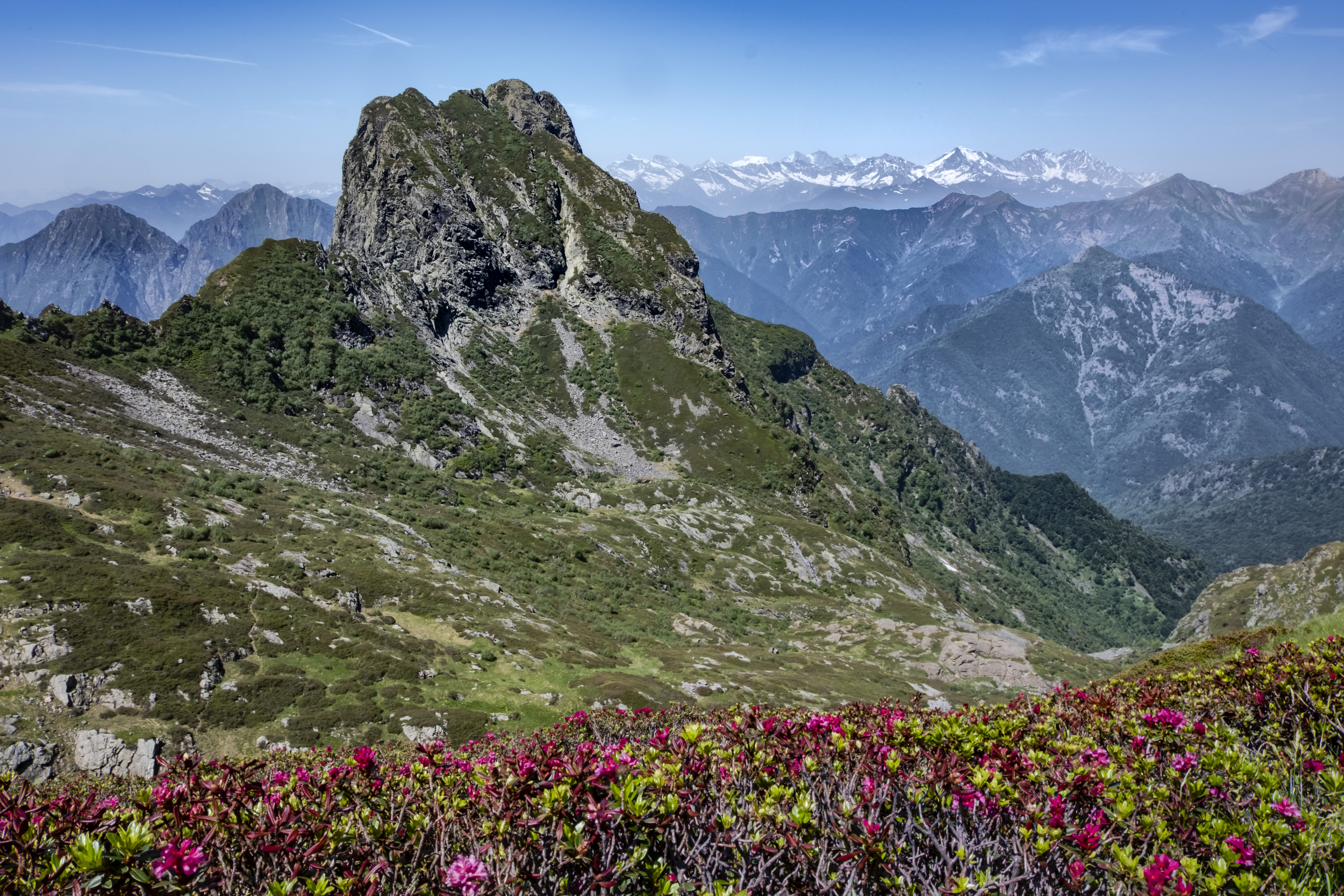
Il Pedum

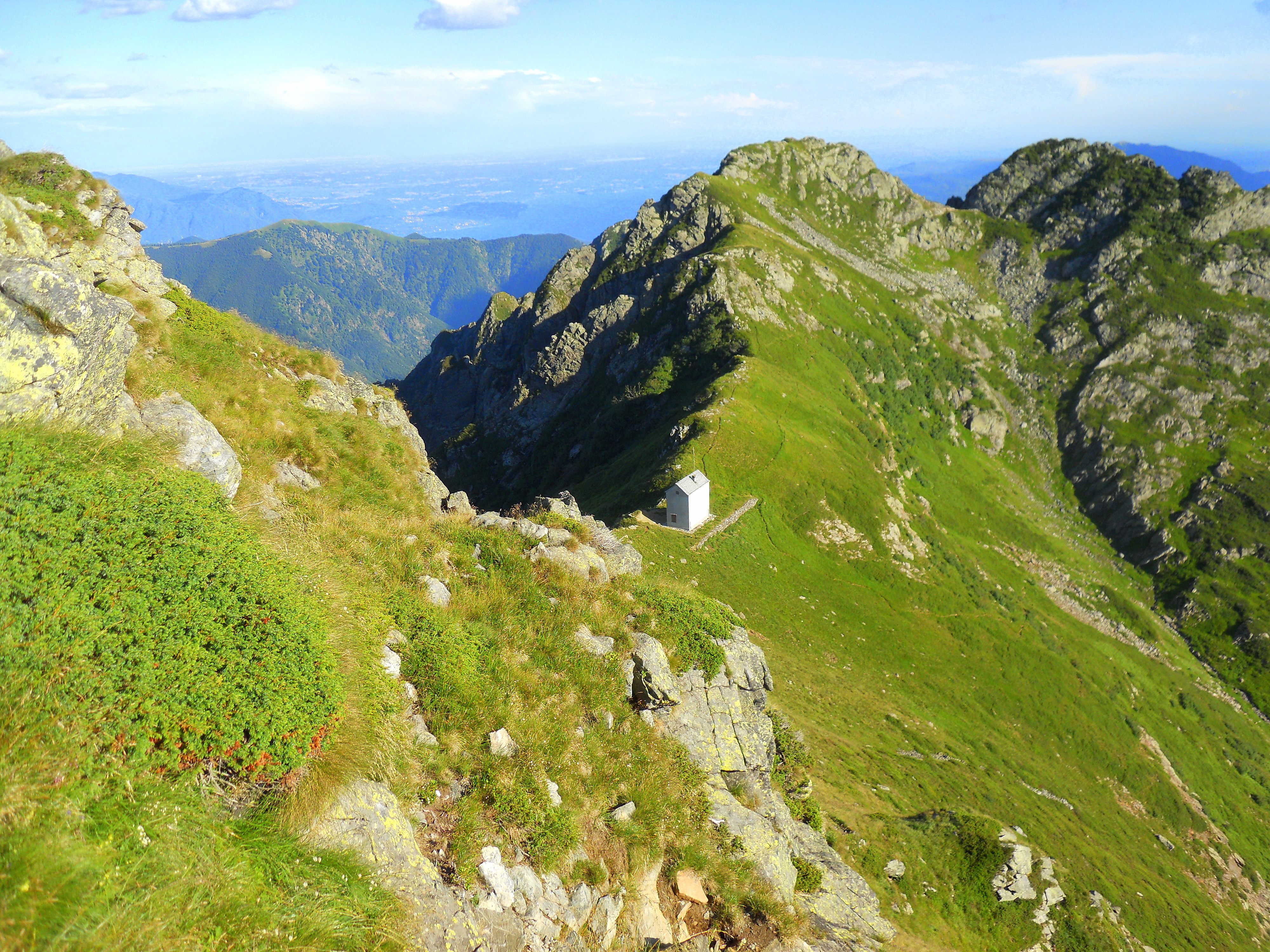
Il Bivacco Bocchetta di Campo

La montagna si trova al centro della Val Grande, spostata in direzione nord-ovest rispetto alla catena Laurasca-Cima Sasso, che divide l'intera valle a metà.
È formata da tre cime separate da profonde spaccature, di cui quella più a ovest risulta la più alta. I versanti risultano formati da roccia compatta, strapiombi e da canaloni impervi dalla folta vegetazione. Il versante ovest si apre a ventaglio formando numerose vallette che terminano a ridosso del torrente San Bernardino. Il versante nord, che scende fino al Pizzo Lazzaretto, e quello sud, che inizia dalla Val Caurì, formano l'area più selvaggia dell'intera Val Grande. Questa zona ricade nella riserva naturale Val Grande, prima riserva naturale integrale dell'arco alpino, istituita nel 1967.
Come punto di appoggio per l'ascesa alla vetta viene usato il Bivacco Bocchetta di Campo che si trova poco distante.

### Geologia
Il Pedum è costituito, come altre montagne della zona, da rocce scure dalla tonalità nero-verdastra come anfiboliti, serpentiti e peridotiti dall'elevato peso specifico che le rende resistenti agli agenti atmosferici.

## Storia

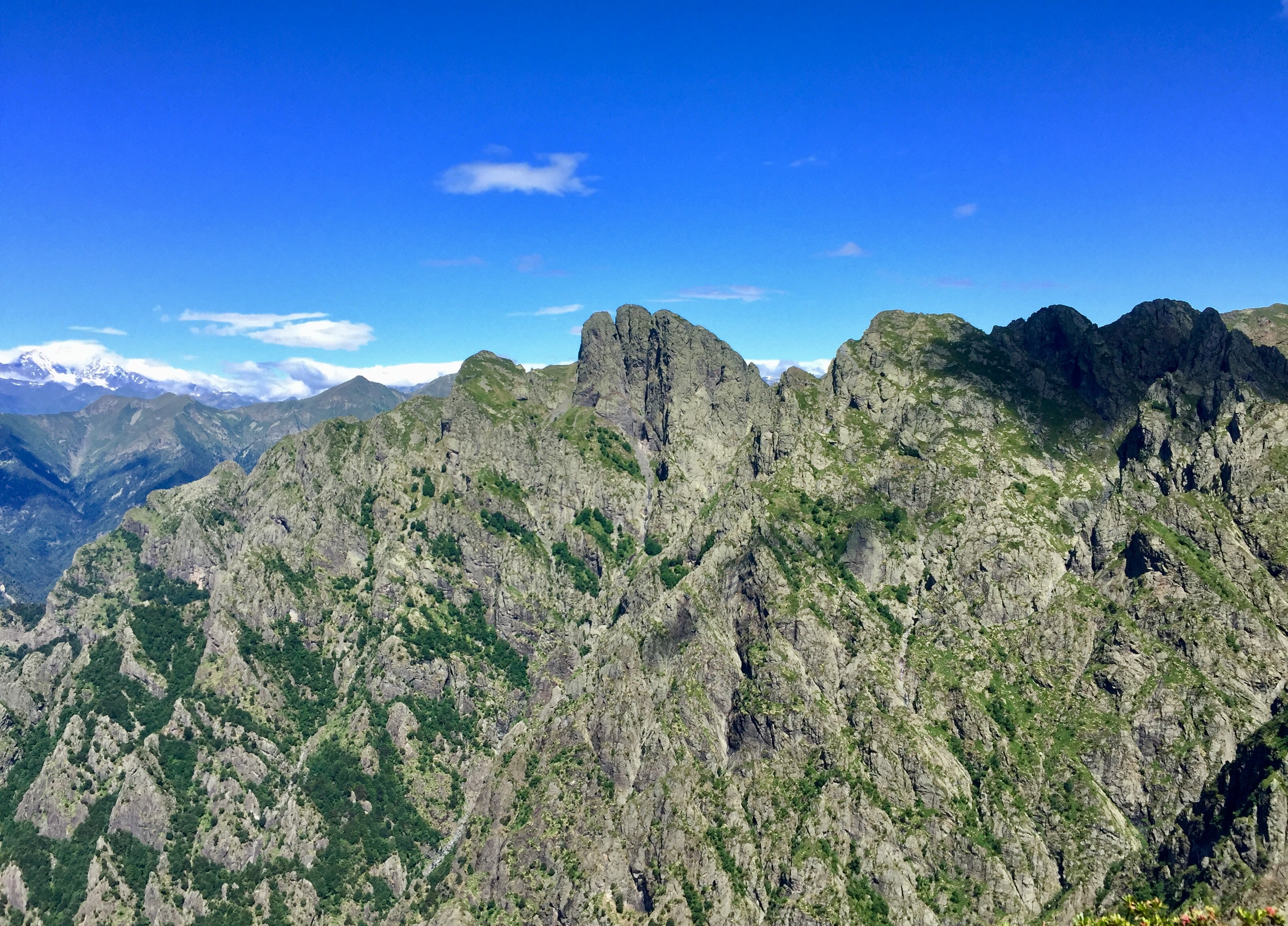
La parete sud

Il Pedum vanta una storia alpinistica dovuta alla sua impervietà e dalla conseguente ricerca di vie estreme per raggiungere le sue vette. La prima ascesa documentata alla cima fu compiuta nel 1882 dai fondatori del CAI Verbano Carlo Sutermeister ed Enrico Weiss, a cui si susseguono altri numerosi alpinisti. Le pareti nord e sud sono state scalate, per la prima volta, rispettivamente nel 1976 e 1977.